# Neurobathra bohartiella
Neurobathra bohartiella är en fjärilsart som beskrevs av Paul A. Opler 1971. Neurobathra bohartiella ingår i släktet Neurobathra och familjen styltmalar. Inga underarter finns listade i Catalogue of Life.